# 칸타브리아주
칸타브리아주(스페인어: Cantabria)는 스페인의 광역자치주로서 산탄데르가 주도이다. 동쪽으로는 바스크주와 접하며 남쪽으로는 카스티야이레온주와 만난다. 북쪽으로는 칸타브리아해를 접한다.
다습한 기후와 대서양 기후의 영향으로 풍부한 강우량이 나타나 수풀이 무성하게 자라기 때문에 이 지역을 초록빛의 스페인(Green Spain)으로 부르기도 한다.
인류학적 유적지가 단위 면적당 가장 많이 분포하는 곳이기도 하며 알타미라 벽화가 있는 곳으로 유명한데 기원전 16,000년경~기원전 9,000년경로 추정된다. 유네스코의 세계문화유산으로 지정되어 있는 곳이기도 하다.
지금의 칸타브리아 지방은 1778년 7월 28일 헌법에 의해 공표된 것을 따른다. 자치 의회가 1981년 12월 30일자로 출범하였으며, 자치 지방의 삼법권을 자동적으로 얻게 되었다.

## 기원
수많은 학자들이 명칭의 기원에 대해 연구해왔지만 확실하게 밝혀진 바는 없다. 다만 일반적인 cant-라는 어두가 켈트 어로 바위를 뜻하고 -abr이 해당 언어에서 빈번하게 쓰이는 연결어이기 때문에 해석을 하면 바위 더미에서 사는 사람, 즉 고원에서 사는 사람을 뜻한다고 추측해볼 수 있다.

## 지리
산악 지대이며 해안을 끼고 있어 천연 자원이 풍부한 곳이다. 해안과 산악 지대로 구분할 수 있다.
- 해안 : 낮고 평평한 계곡 및 산지가 분포하며 전체적으로 고도는 500 m를 넘지 않으며 강 하구가 있는 곳에는 절벽이 분포하며 해변과 산발적으로 리아스식 해안이 나타나기도 한다. 남쪽으로 가면 해안과 산악 지대가 만난다.

- 산악 : 칸타브리아 지방의 산맥은 해안과 평행선을 이루며 솟아 있다. 대개 석회암으로 이루어져 있어 카르스트 지형이 나타나며 전체적으로도 석회암질이다. 북남으로 깊은 계곡지대도 있으며 600~1,000 m의 고도를 보인다. 서쪽 지역을 중심으로 산맥이 해안과 평행으로 마주보며 15~20 km 정도로 뻗는다. 남쪽으로 가면 더 높은 지대가 나타나며 에브로 강 분지가 나타나기도 한다. 이 지역은 평균 고도가 1,500 m 이상으로 솟아 오른다.

## 기후
해류의 영향을 받기 때문에 이 지역의 기후는 다른 지역과 고도를 고려한다고 해도 상당히 따뜻한 편이다. 습한 해양성 기후가 나타나며 겨울과 여름 모두 온난하다. 평균 강수량은 1,200 mm에 이르며 산보다 해안가가 더 많이 내린다. 보통 기온은 섭씨 14도에 머물며 눈이 고산지대에서는 상당히 흔한 편이다. 가장 건조한 달은 7, 8월로서 건조하다고 해도 가뭄이 든 적은 거의 없다.
산악 지대의 영향으로 푄 현상이 나타나며 특별한 기후 형태가 나타난다. 남풍이 불면 건조해지며 해안가로 갈수록 습기가 많아진다. 남쪽 지역의 경우 산악 지대가 많아서 각기 차이가 나며 부는 바람 자체가 습기가 많기 때문에 비구름이 지나가면 비를 많이 뿌린다.
가을과 겨울에 이런 현상이 더 흔하며 기온은 거의 20도를 넘나든다. 바람의 영향으로 화재가 자주 발생해서 1941년 산타데르에서 발생한 산불로 대부분의 산이 유실되는 사고가 있었다.

## 경제
주요 인구가 목축업과 낙농업에 종사한다. 옥수수와 감자, 야채 등을 많이 재배하며 수산업도 성하다. 하지만 최근 들어 경제 활동이 침체기에 머물고 있다. 아연을 캐는 탄광도 있다.
전체 인구 중 서비스 분야의 종사자가 63.8%에 이르며 지금은 줄어들고 있다. 최근에는 관광업이 성하면서 도시 인근으로 관련 업계 종사자가 늘고 있기도 하다.
실직률은 2007년 3월 기준 8.11%로서 전체 스페인의 실직률이 9.44%임을 감안하면 나은 편이다. 스페인 전체의 평균을 볼 때 GDP의 4.1%가 증가하였다. 스페인 전체 평균은 3.9%이다.

## 언론
전체적으로 두 개의 주요 지역 언론사가 있으며 전역에서 발행하는 신문사 한 곳이 있다. 엘 디아리오 몬타녜스(El Diario Montañés)와 알레르타 칸타브리아(Alerta Cantabria)가 그것이며 둘 다 주간, 월간이 발행된다.
전역으로 방송되는 라디어 방송국이 산타데르에 있다. 전체적으로 많은 지소가 있다. 공영 방송국도 마찬가지이며 일부 지역에서만 방송되는 채널도 있다.
최근에는 인터넷이 널리 퍼져서 블로그와 디지털 등이 인기를 끌고 있다. 사람들의 관심에 힘입어 인터넷 매체도 등장하고 있다.

## 언어
카스티아어(스페인어)가 공식 언어이다. 지역어로서 칸타브리아어가 있기는 하지만 서부 지역의 경우 거의 사용되지 않으며, 공식적인 인식 및 절차조차 없기 때문에 거의 사장되었다고 봐도 무리가 아니다. 동부 지역의 경우에는 명백하게 카스티야어를 사용하는 편이다.

## 인구
| 연도        | 인구    | ±%     |
| ----------- | ------- | ------ |
| 1900        | 276,003 | —      |
| 1910        | 302,956 | +9.8%  |
| 1920        | 327,669 | +8.2%  |
| 1930        | 364,147 | +11.1% |
| 1940        | 393,710 | +8.1%  |
| 1950        | 404,921 | +2.8%  |
| 1960        | 432,132 | +6.7%  |
| 1970        | 467,138 | +8.1%  |
| 1981        | 513,123 | +9.8%  |
| 1991        | 527,326 | +2.8%  |
| 2001        | 535,131 | +1.5%  |
| 2011        | 592,542 | +10.7% |
| 2017        | 581,477 | −1.9%  |
| Source: INE |         |        |